# Аятське (Казахстан)
Ая́тське (каз. Әйет) — село у складі Денисовського району Костанайської області Казахстану. Адміністративний центр Аятського сільського округу.
Населення —  (2021; 908 у 2009, 945 у 1999,  у 1989).
У радянські часи село називалось Аятський.